# ألبرت إدموند بيتس
ألبرت إدموند بيتس (بالإنجليزية: Albert Edmund Bates)‏ هو مهندس معماري نيوزيلندي وأسترالي، (و. 1862  م).